# Чабан, Иван Никитович
Иван Никитович Чабан (1928 год — 1992 год, Днепродзержинск) — бригадир плотников строительного управления «Металлургстрой» треста «Дзержинскстрой» Министерства строительства предприятий тяжёлой индустрии Украинской ССР, Днепропетровская область. Герой Социалистического Труда (1971).

## Биография
Родился в 1928 году в крестьянской семье в одном из населённых пунктов современной Днепропетровской области. В 1944 году поступил в Днепродзержинское училище фабрично-заводского обучения, по окончании которого трудился плотником в тресте «Дзержинскстрой».
Позднее был назначен бригадиром плотников. Бригада под управлением Ивана Чабана работала при строительстве кислородно-конверторного цеха, стана «350» и других производственных объектов металлургического завода имени Ф. Э. Дзержинского. Коллективные социалистические обязательства и плановые производственные задания Восьмой пятилетки (1966—1970) бригада выполнила досрочно. Указом Президиума Верховного Совета СССР (неопубликованным) от 5 апреля 1971 года «за выдающиеся успехи в выполнении заданий пятилетнего плана по строительству и вводу в действие производственных мощностей, жилых домов и объектов культурно-бытового назначения» удостоен звания Героя Социалистического Труда с вручением ордена Ленина и золотой медали Серп и Молот.
Избирался депутатом местных советов народных депутатов.
После выхода на пенсию проживал в Дзержинске, где скончался в 1992 году.
Награды
- Герой Социалистического Труда
- Орден Ленина
- Орден Трудового Красного Знамени (11.08.1966)